# Pseudochalceus longianalis
Pseudochalceus longianalis är en fiskart som beskrevs av Jacques Géry 1972. Pseudochalceus longianalis ingår i släktet Pseudochalceus och familjen Characidae. Inga underarter finns listade i Catalogue of Life.